# Giuseppe Fieschi
Giuseppe Marco Fieschi, nato Giuseppe Guelfi (Murato, 13 dicembre 1790 – Parigi, 19 febbraio 1836), è stato un rivoluzionario francese.
Fu il capo cospiratore nell'attentato a Luigi Filippo nel luglio 1835.
Nonostante il cognome, non aveva nessun vincolo di parentela con la nota famiglia genovese dei Fieschi. Il cognome del padre era "Guelfi", e non è noto quando e perché Giuseppe abbia assunto il cognome "Fieschi".

## Biografia
A sedici anni di età si arruolò nell'Armata napoleonica e si distinse particolarmente per audacia e capacità di comando nella Campagna di Russia, in cui ebbe anche una decorazione al valore.
Prestò servizio sotto Murat, ricevendo anche nel 1814 la decorazione dell'Ordine reale delle Due Sicilie per il valore dimostrato, ma nel corso della Battaglia di Tolentino, lo tradì consegnando agli austriaci informazioni decisive per la conduzione della battaglia. Dopo il fallito tentativo di Murat di riprendere il potere a Napoli, Fieschi ritornò nella natia Corsica. 
Qui, per contrasti con la sorella ed il cognato sulla spartizione dell'eredità paterna, cerca di ottenere ciò che desiderava falsificando un certificato del municipio di Bastia. Scoperto e catturato (nel frattempo aveva rubato anche un bovino) venne imprigionato e condannato a 10 anni di carcere. Incarcerato sul continente, ad Enbrun, fu addetto a lavori tessili, poi alle cucine del carcere e quindi in infermeria; scontata la pena, ne uscì nel 1826.
Dopo un periodo di vagabondaggio, eludendo la sorveglianza della polizia, si trasferì a Parigi e lavorò per un breve periodo.

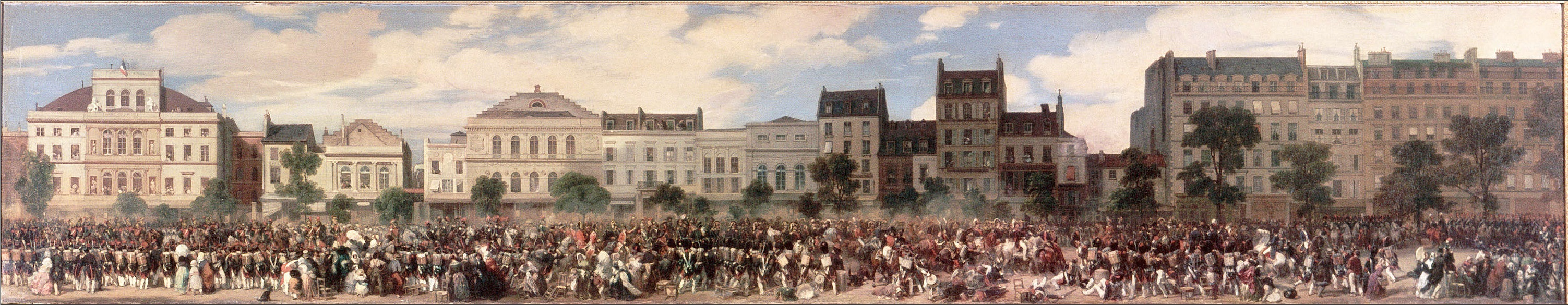
LAttentato di Fieschi, del 28 luglio 1835. Di Eugène Lami, 1845. Reggia di Versailles.

Assieme ad altri due elementi facenti parte della "Società per il diritto dell'uomo" costruì una macchina per uccidere, una specie di rudimentale mitragliatrice composta da 28 canne in grado di sparare simultaneamente, detta "macchina infernale".

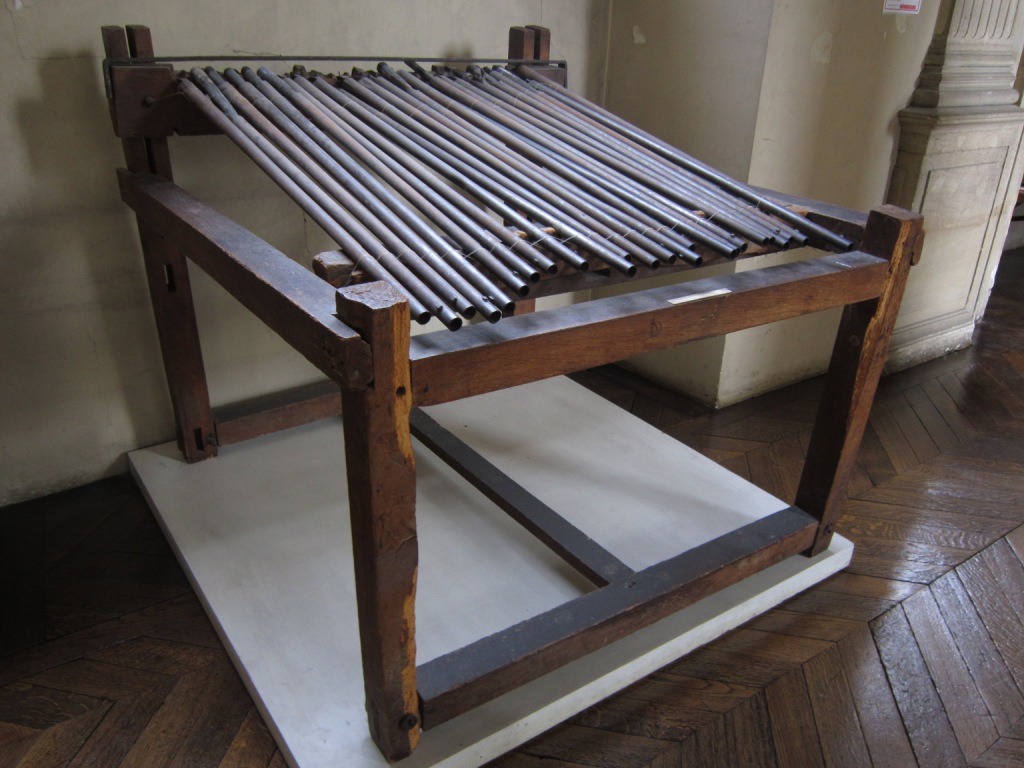
La cosiddetta "machina infernale" di Fieschi, conservata negli Archives nationales.

Il 28 luglio 1835, mentre Luigi Filippo transitava lungo il boulevard du Temple in compagnia dei tre figli e di un numeroso staff, l'arma fece fuoco, uccidendo diciotto persone (fra le quali il maresciallo di Francia Mortier) e ferendone altre. Il re e i suoi figli rimasero illesi come per miracolo.
Lo stesso Fieschi rimase ferito nell'esplosione e tentò inutilmente di scappare: catturato, fu condannato alla pena di morte e ghigliottinato il 19 febbraio 1836. Con lui vennero condannati e giustiziati anche i suoi due complici principali.